# Platereszk stílus
A platereszk stílus Spanyolországban a 15. század végén kialakult és elterjedt építészeti stílus. A név a spanyol platero ("ezüstműves") szóra utal, ugyanis a   késői spanyol gótikából kifejlődött építészeti stílus az ötvösművészet aprólékos motívumait használta fel ornamentikájában. Ebben a stílusban az Itáliából  beszivárgó kora reneszánsz formák és a mór építészet elemei keveredtek.